# Dena-Netzstudie
Die Deutsche Energie-Agentur GmbH (dena) hatte eine erste Studie mit dem Titel: „Energiewirtschaftliche Planung für die Netzintegration von Windenergie in Deutschland an Land und Offshore bis zum Jahr 2020“ (dena-Netzstudie) in Auftrag gegeben. Erstellt wurde sie von einem Konsortium aus den drei Netzbetreibern E.ON Netz, RWE Transportnetz Strom, Vattenfall Europe Transmission, dem Deutschen Institut für Windenergie DEWI und dem Energiewirtschaftlichen Institut an der Universität zu Köln. Finanziert wurde sie von Verbänden, Windparkplanern, den genannten Betreibern der öffentlichen Stromnetze und dem deutschen Bundesministerium für Wirtschaft und Arbeit. Am 18. Februar 2005 wurde die Studie – nach kontroversen Diskussionen in einer Projektsteuerungsgruppe – von den Beteiligten akzeptiert und anschließend der Öffentlichkeit vorgestellt.
Im März 2017 hat die Dena eine neue Studie zum „Optimierten Einsatz von Speichern für Netz- und Marktanwendungen in der Stromversorgung“ unter dem Titel dena-Netzflexstudie veröffentlicht.

## Annahmen
Ausgangspunkt der Studie ist ein angenommener Ausbau der Erneuerbaren Energien auf mindestens 20 % des deutschen Stromverbrauches im Jahre 2020. Es wird dann mit einem Anstieg der installierten Leistung von Windenergieanlagen an Land auf 27,9 GW und auf See von 20,4 GW gerechnet.
Um die bei diesem Ziel auftretenden Auswirkungen auf das Stromnetz und die übrigen Elektrizitätswerke zu ermitteln, wurden Szenarien für die Jahre 2007, 2010, 2015 und 2020 erarbeitet. Die Studie hat gezeigt, dass die Ergebnisse für die Zeit nach 2015 nicht sicher genug vorhersagbar sind. Die Verhandlungen über eine zweite Netzstudie zogen sich von Mitte 2005 bis mindestens Herbst 2006 hin.

## Ausbau des Stromnetzes an Land
Das bereits bestehende Höchstspannungsnetz muss an Land um 5 % erweitert werden. Bis zum Jahr 2007 sind das 275 km, bis 2010 550 km und bis zum Jahr 2015 noch einmal 415 km.

## Auswirkungen auf die konventionellen Elektrizitätswerke

### CO2-Ausstoß
Der geplante Ausbau der Windenergienutzung kann einen zusätzlichen Ausstoß von Treibhausgasen konventioneller Kraftwerke infolge des geplanten Atomausstiegs vermeiden. Erst wenn man die Kosten der Emissionszertifikate und einen steigenden Preis für Energierohstoffe mit berücksichtigt, kann ein Rückgang des CO2-Ausstoßes erwartet werden.

### Regel- und Reserveleistung
Die Studie hat zwar eine deutliche Steigerung des Bedarfs an Regel- und Reserveleistung bis 2015 ermittelt (mit über 7.000 MW mehr als Verdreifachung ggü. 2003), diese kann jedoch vollständig durch den entlasteten Kraftwerkspark und seine Betriebsweise gedeckt werden. Dazu sind keine zusätzlichen Kraftwerke zu installieren und zu betreiben.
Im Gegenteil, durch die gesicherte Leistung der installierten Windenergiekapazitäten kann ca. 2.000 MW konventionelle Kraftwerksleistung langfristig ersetzt werden.

## Kostenentwicklung
Der Kraftwerkspark wird in Richtung auf Kraftwerke mit geringeren Kosten für das investierte Kapital und höheren spezifischen Kosten für den fossilen Brennstoff verschoben. Dem stehen die Mehrkosten für die Einspeisevergütung aus dem Erneuerbare-Energien-Gesetz entgegen.
In allen untersuchten Szenarien wurde bei einer angesetzten Inflationsrate von 1,5 % pro Jahr ein insgesamt höheres Kostenniveau errechnet. Für nicht subventionierte Stromverbraucher kommt die Studie je nach Szenario auf 0,385 bis 0,475 Cent je kWh Mehrkosten und bei subventionierten Verbrauchern auf 0,15 Cent je kWh im Jahr 2015.
Eine Studie der WestLB von 2010 kommt zu dem Schluss, dass neue Kohlekraftwerke unter den neuen Bedingungen des Emissionshandels und des Ausbaus der Erneuerbaren Energien nur noch selten wirtschaftlich rentabel sind:

„Unter den heutigen Rahmenbedingungen am deutschen Strommarkt rechnen sich Investitionen in fossile Großkraftwerke oft nicht mehr. (…) Ein Ausbau der Erneuerbaren Energien hat eine Strompreis senkende Wirkung an der Strombörse. Dies führt zu einer Verschlechterung der Rendite von allen Kraftwerken, die sich am Strommarkt behaupten müssen. (…) Die vermehrte Investition der großen Stromversorger in Erneuerbare Energien ist (…) als wirtschaftlich richtiger Schritt zu werten.“

## Vollständige Literaturangabe der Studie
Konsortium DEWI / E.ON Netz / EWI / RWE Transportnetz Strom / VE Transmission (Hrsg.): Energiewirtschaftliche Planung für die Netzintegration von Windenergie in Deutschland an Land und Offshore bis zum Jahr 2020. Konzept für eine stufenweise Entwicklung des Stromnetzes in Deutschland zur Anbindung und Integration von Windkraftanlagen Onshore und Offshore unter Berücksichtigung der Erzeugungs- und Kraftwerksentwicklungen sowie der erforderlichen Regelleistung. Köln 24. Februar 2005.